# Protocryptis obducta
Protocryptis obducta är en fjärilsart som beskrevs av Edward Meyrick 1931. Protocryptis obducta ingår i släktet Protocryptis och familjen säckmalar. Inga underarter finns listade i Catalogue of Life.